# Nyssus
Genre
Synonymes
- Anchognatha Thorell, 1881
- Supunna Simon, 1897

Nyssus est un genre d'araignées aranéomorphes de la famille des Corinnidae.

## Distribution
Les espèces de ce genre se rencontrent en Océanie.

## Liste des espèces
Selon World Spider Catalog (version 17.5, 11/10/2016) :
- Nyssus albopunctatus (Hogg, 1896)
- Nyssus avidus (Thorell, 1881)
- Nyssus coloripes Walckenaer, 1805
- Nyssus emu Raven, 2015
- Nyssus insularis (L. Koch, 1873)
- Nyssus jaredwardeni Raven, 2015
- Nyssus jonraveni Raven, 2015
- Nyssus loureedi Raven, 2015
- Nyssus luteofinis Raven, 2015
- Nyssus paradoxus Raven, 2015
- Nyssus pseudomaculatus Raven, 2015
- Nyssus robertsi Raven, 2015
- Nyssus semifuscus Raven, 2015
- Nyssus wendyae Raven, 2015
- Nyssus yuggera Raven, 2015

## Publication originale
- Walckenaer, 1805 : Tableau des aranéides ou caractères essentiels des tribus, genres, familles et races que renferme le genre Aranea de Linné, avec la désignation des espèces comprises dans chacune de ces divisions. Paris, p. 1-88.